# 尾身美詞
尾身 美詞（おみ みのり、1984年5月30日 - ）は、日本の女優。東京都出身。元キャンディーズの藤村美樹の娘。青年座所属。
身長154センチ。血液型O型。

## 略歴
青年座研究所30期卒。2006年、準劇団員として劇団青年座入団。2009年、劇団員に昇格。

## 人物
- 青年座に在籍しながら、文学座、俳優座、演劇集団 円、テアトル・エコーの同世代の女優7人による演劇ユニット「On7（オンナナ）」に参加。メンバーは小暮智美・尾身美詞・安藤瞳（青年座）、渋谷はるか（文学座）・保亜美（俳優座）、吉田久美（演劇集団円）、宮山知衣（テアトル・エコー放送映画部）

## 出演

### テレビ
- 超タイムショック 絶対クイズ王誕生SP（テレビ朝日、2013年9月3日）
- 下剋上カラオケサバイバル（テレビ朝日、2013年11月22日）
- THEカラオケ★バトル（テレビ東京、2014年7月16日）
- 踊る!さんま御殿!!〜2世タレントSP〜（日本テレビ、2015年2月17日）
- 爆笑そっくりものまね紅白歌合戦スペシャル（フジテレビ、2015年5月8日）
- バイキング（フジテレビ、2016年12月12日）

### ドラマ
- 相続探偵 第7話（2025年3月8日、日本テレビ） - 郷田さやか 役[1]

### 舞台
- ブンナよ、木からおりてこい（2006年・2012年） - つぐみ役（2006年）、子蛙A役(2012-13年）
- 妻と社長と九ちゃん（2007年） - 小沢久里子役
- 帰り花（2008年）
- ぼくらは生まれ変わった木の葉のように（2008年）
- 3on3partII〜喫茶店で起こる3つの物語（2009年）
- 少年山荘（2009年）
- なつめの夜の夢（2010年）
- 切り子たちの秋（2011年） - 佐久間直子役
- 又聞きの思い出（2011年）
- THAT FACE 〜その顔（2012年） - ミア役
- Butterflies in my stomach（2013年）
- 奇妙旅行（2013年）
- 台所の女たちへ（2014年）
- 見よ、飛行機の高く飛べるを（2014年） - 大槻マツ役
- その頬、熱線に焼かれ(2015・2018年)
- フォーカード（2016年） - 小野真理子役
- ニ十一時、宝来館（2024年）[2]
- 夜の来訪者（2024年）[3]
- 異説・狂人日記（2025年）[4]

### ラジオドラマ
- 指の記憶 (NHK FMシアター、2020年12月12日)　- 園田ひかり役
- ヨコハマ・ジャスミンホテル (NHK-FM 青春アドベンチャー、2021年5月10日～5月14日・5月17日～5月21日(全10回)) - シベリアお銀役[5]

### 吹き替え
- ER XIII 緊急救命室 - マーシャ〈ケイト・ラング・ジョンソン〉役 ※第285話
- ER XIV 緊急救命室 - アンジェラ・チャン〈キャロライン・チョイ〉役 ※第292話
- ウォーロード/男たちの誓い
- グッド・ワイフ ※第2話
- クリミナル・マインド 国際捜査班 - メイ・ジャーヴィス〈アニー・ファンケ〉役
- ザ・パシフィック 第3章

### 劇場アニメ
- この世界の片隅に（2016年） - 黒村径子役[6]

### Webアニメ
- 無限の住人-IMMORTAL-（2020年、たんぽぽ）

### ナレーション
- ＃あちこちのすずさん〜教えてください あなたの戦争〜（2020年8月13日、NHK総合[7]）